# 1667
1667 (MDCLXVII) fue un año común comenzado en sábado, según el calendario gregoriano.

## Acontecimientos
- El capitán don Matías Francisco Daza Ladrón de Guevara quien ejerció los puestos de alcalde en Almaguer y Popayán, miembro de la Santa Hermandad de ambas ciudades se opuso el 2 de abril de 1667 a la encomienda de Puelenje por la muerte de un maestre de campo.
- 6 de abril: en Dubrovnik (Croacia) un terremoto de 6,4 deja 5.000 muertos.[1]
- 15 de junio: el médico francés Jean-Baptiste Denys realiza la primera transfusión de sangre a un ser humano.[2]
- 2-26 de junio: en Roma, tiene lugar el cónclave para elegir un nuevo pontífice tras la muerte del papa Alejandro VII.
- 26 de junio: en Roma, el cardenal Rospigliosi es elegido papa con el nombre de Clemente IX.
- [3] Pedro Antonio Fernández de Castro es nombrado Virrey del Perú.
- Comienza la Guerra de Devolución entre España y Francia.
- 25 de noviembre: en Shamakhi (Azerbaiyán) un terremoto de 6,9 deja 80.000 muertos.
- Finaliza la construcción de la Catedral de México.

## Arte y literatura
- John Milton: El paraíso perdido.
- Jean Racine: Andrómaca.

## Nacimientos
- 26 de mayo: Abraham de Moivre, matemático francés (f. 1754)
- 2 de julio: Pietro Ottoboni, cardenal y mecenas italiano (f. 1740)
- 9 de septiembre: Felice Torelli, pintor italiano (f. 1748)
- 28 de octubre: Mariana de Neoburgo, reina española entre 1689 y 1700, esposa de Carlos II (f. 1740)
- 30 de noviembre: Jonathan Swift escritor irlandés (f. 1745)
- 1 de diciembre: José de Santiago Concha, gobernador español en Chile.
- Giovanni Gerolamo Saccheri, matemático jesuita italiano (f. 1733).

## Fallecimientos
- 25 de abril: San Pedro de San José Betancur; religioso español y santo cristiano.
- 22 de mayo: Alejandro VII, papa italiano (n. 1599)
- Manuel Pereira, escultor portugués.
- Fray José Abad, religioso mercedario.